# 胸絲深海狗母魚
胸絲深海狗母魚（学名：Bathypterois filiferus）為輻鰭魚綱仙女魚目青眼魚亞目爐眼魚科的一種，分布於南大西洋南非外海及巴西南部外海海域，屬深海底棲性魚類，深度1055-2385公尺，體長可達26公分，棲息在大陸坡底層水域，生活習性不明。